# Tove Hyldgaard
Tove Hyldgaard (født 9. november 1942 i København), er en dansk operasanger (sopran), der var ansat ved Det Kgl. Teater i 1969-94, hvor hun sang partier som Adele i Flagermusen, Sophie i Rosenkavaleren og Adina i Elskovsdrikken.
Gennem mange år har hun dannet musikalsk par med sin mand, tenoren Tonny Landy, og de har fået et stort publikum særlig med sange og duetter fra operetter.
Hun har ydermere lagt stemme til Snehvide i den danske udgave af Disneys Snehvide og de syv dværge.